# Maunga Orito
Maunga Orito je malý pobočný kráter, nacházející se na severovýchodním svahu kráteru Rano Kau na Velikonočním ostrově. Kráter je vzdálen asi 2 km od Hanga Roi, hlavního města ostrova a nalézá se nedaleko východního konce přistávací dráhy Mezinárodního letiště Mataveri.
Maunga Orito je příkře se svažující kužel se sklonem přibližně 30 stupňů.
Vrchol je v nadmořské výšce 219 m. Kráter byl pro domorodé obyvatelstvo jedním ze čtyř zdrojů obsidiánu, který domorodci používali především na zbraně a nástroje. Těžba obsidiánu je doložena otevřenými těžebními jámami přibližně 100 metrů pod vrcholem.
V nejbližším okolí a na svahu bylo nalezeno množství pozůstatků obydlí včetně několika malých oltářů s malými sochami.